# Broozer
Broozer is een personage rond de Mario-reeks.

## Karakteromschrijving
Broozer is een lichtpaars spook die wordt beschreven als een Boo. Hij is een vijand van Mario. Zijn kracht zit in zijn bokshandschoenen waarmee hij Mario knock out kan slaan. Hij draagt donkerrode bokshandschoenen en sokken, heeft boze gele ogen en laat vaak zijn tanden zien. Broozer komt voor in zijn debuutspel New Super Mario Bros., en het vervolg New Super Mario Bros. Wii.